# Episodi di Spiral (seconda stagione)
In Francia, la seconda stagione di Spiral è stata trasmessa dal 12 maggio al 2 giugno 2008, sul canale francese Canal+.
In Italia, la prima stagione è stata trasmessa in prima visione assoluta dal 2 giugno al 21 luglio 2009 su Fox Crime di Sky.
| nº | Titolo originale | Titolo italiano          | Prima TV Francia | Prima TV Italia |
| -- | ---------------- | ------------------------ | ---------------- | --------------- |
| 1  | Épisode 1        | Persuasione              | 12 maggio 2008   | 2 giugno 2009   |
| 2  | Épisode 2        | Il bene e il male        | 12 maggio 2008   |                 |
| 3  | Épisode 3        | Tradimenti               | 19 maggio 2008   |                 |
| 4  | Épisode 4        | Un caso delicato         | 19 maggio 2008   |                 |
| 5  | Épisode 5        | Il clan dei Larbi        | 26 maggio 2008   |                 |
| 6  | Épisode 6        | Il corso della giustizia | 26 maggio 2008   |                 |
| 7  | Épisode 7        | Segreti e bugie          | 2 giugno 2008    |                 |
| 8  | Épisode 8        | Vendetta                 | 2 giugno 2008    | 21 luglio 2009  |

## Persuasione
- Titolo originale: Épisode 1
- Diretto da: Gilles Bannier
- Scritto da: Virginie Brac ed Eric de Barahir

### Trama
- Guest star: Reda Kateb (Aziz), Daniel Duval (Szabo), Stephan Wojtowicz (Il commissario), Brigitte Roüan (Karine Fontaine), Michel Bompoil (Bréan), Dominique Daguier (Procuratore Machard)
- Altri interpreti: Yves Michel (Kevin), Swann Arlaud (Steph), Philippe Faure (Le légiste), Alban Casterman (Giudice Wagner), Youssef Hajdi (Rachid), Rhiles Djarouane (Mourad), Stéphane Jobert (Il garagista), Fatima Aibout (Madre di Mourad), Aymen Saïdi (Malik), Jean-François Perronnne (Vladic), Julien Drion (Adrien Marsac), Claire Montgermont (Maria Belmont), Hervé Dubourjal (Maître Vidal), Marie Collins (Germaine Vidal), Agathe Berman (La Présidente), Frédéric Merlo (L'huissier), Tonya (Il travestito), Mathilde Wambergue (Madame Belmont) e Sidney Carron (La bimbo)